# آریارات دوم (کاپادوکیه)

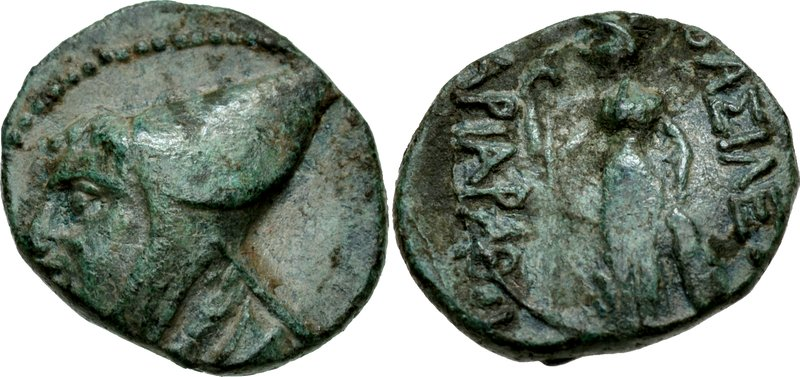
سکه آریارات دوم

آریارات دوم، ساتراپ و پادشاه کاپادوکیه در میان سال‌های ۳۰۱–۲۸۰ پ.م. بود. پس از مرگ ائومنس، او کاپادوکیه را با کمک پادشاه ارمنستان، به دست آورد و آمینتاس، ساتراپ مقدونی آن را در سال ۳۰۱ پیش از میلاد به قتل رساند، اما مجبور شد تا فرمانفرمایی سلوکیان را بپذیرد. پس از مرگ وی بزرگترین پسرش با نام آریارمنه جانشین او شد.